# Stare Załucze
Stare Załucze (nazwa miejscowości spotykana także w brzmieniu Załucze Stare) – wieś w Polsce położona w województwie lubelskim, w powiecie włodawskim, w gminie Urszulin. 
W latach 1975–1998 miejscowość administracyjnie należała do województwa chełmskiego. Od 1999 wieś należy do powiatu włodawskiego wchodzącego w skład województwa lubelskiego. Obecnie jest to rejon intensywnego rozwoju agroturystyki.
Wieś jest sołectwem w gminie Urszulin. Według Narodowego Spisu Powszechnego z roku 2011 wieś liczyła 142 mieszkańców.
Miejscowość obejmuje zasięgiem parafia rzymskokatolicka św. Izydora w Woli Wereszczyńskiej.

## Pochodzenie nazwy wsi
Nazwa wsi wiąże się z położeniem wsi w okolicach jeziora Łukie, położonego na północ od zabudowań wsi (dla mieszkańców wsi położonych na północnym brzegu jeziora obszar położony za jeziorem Łukie).

## Części wsi
| SIMC    | Nazwa      | Rodzaj    |
| ------- | ---------- | --------- |
| 0109004 | Dyszczytno | część wsi |

## Historia
Od XVI wieku własność Wereszczyńskich, a następnie Załuskich. Od 1803 osiedlenie 15 rodzin niemieckich – głównie smolarzy. Po upadku powstania styczniowego rozpoczęto intensywną akcję kolonizacyjną (1866). Według danych statystycznych w okresie międzywojennym mieszkało 17 rodzin niemieckich. W 1942 ludność pochodzenia niemieckiego wyjechała do Rzeszy. Od połowy XIX wieku wieś była znanym ośrodkiem produkcji powozów i bryczek węgierskich.
22 lutego 1944 miała miejsce zasadzka na komendanta obwodu włodawskiego AK kpt. Józefa Milerta „Sęp”, którego zastrzelono wraz z jego adiutantem i żołnierzem w domu Państwa Ośków. Wyrok został wykonany przez radziecki oddział dywersyjny Włodimira Mojsenki „Wołodia”. 5 lutego 1945 miała miejsce akcja oddziałów KBW (Korpus Bezpieczeństwa Wewnętrznego) przeciwko grupom bojowym WiN.

## Poleski Park Narodowy
Wieś leży przy granicy Poleskiego Parku Narodowego, częściowo w jego otulinie i zarazem częściowo na terenie Poleskiego Parku Krajobrazowego (na północ od drogi). Od 1993 funkcjonuje tutaj Ośrodek Dydaktyczno-Muzealny Poleskiego Parku Narodowego z 5 działami: geograficznym, akwarystycznym, historycznym, etnograficznym i przyrodniczym, a także ścieżką przyrodniczą „Żółwik”. Ma tu również początek ścieżka przyrodnicza „Spławy”.

## Zabytki
- okaz dębu szypułkowego (400 lat) o nazwie „Wieszatiel” o obwodzie 416 cm – powstanie nazwy związane z represjami władz carskich wobec ludności wyznania rzymskokatolickiego i greckokatolickiego
- nie zachowane ślady XIX-wiecznych wiatraków-koźlaków
- nie zachowane ślady zboru i cmentarza ewangelickiego
- chałupa poleska (nr 48) – zbudowana ok. 200 lat temu z drewnianych bali o konstrukcji zrębowej, stromy dach czterospadowy kryty strzechą, charakterystyczne rozplanowanie pomieszczeń i trójwylotowy komin zbiorczy

## Galeria

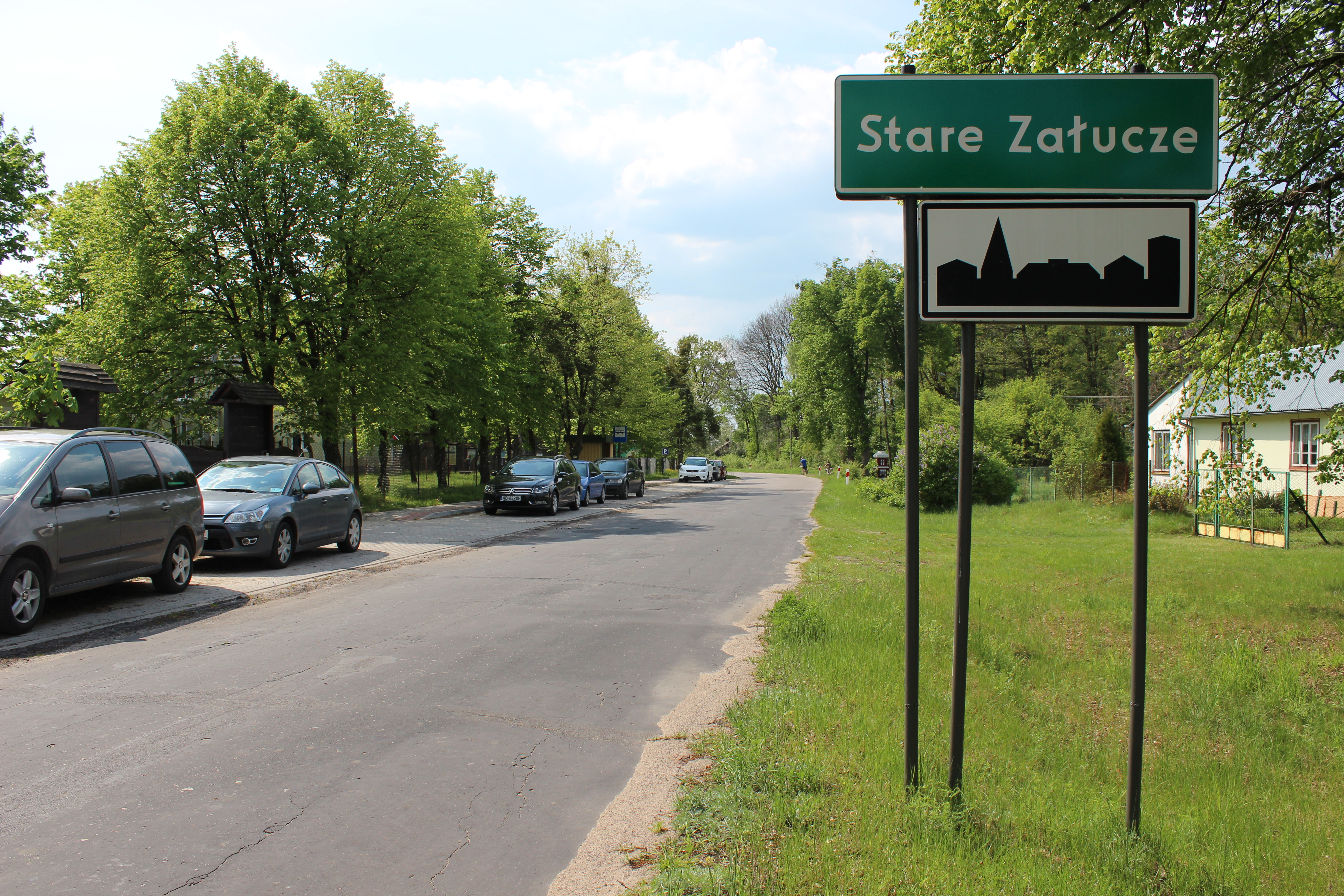
Wjazd do wsi od strony Urszulina
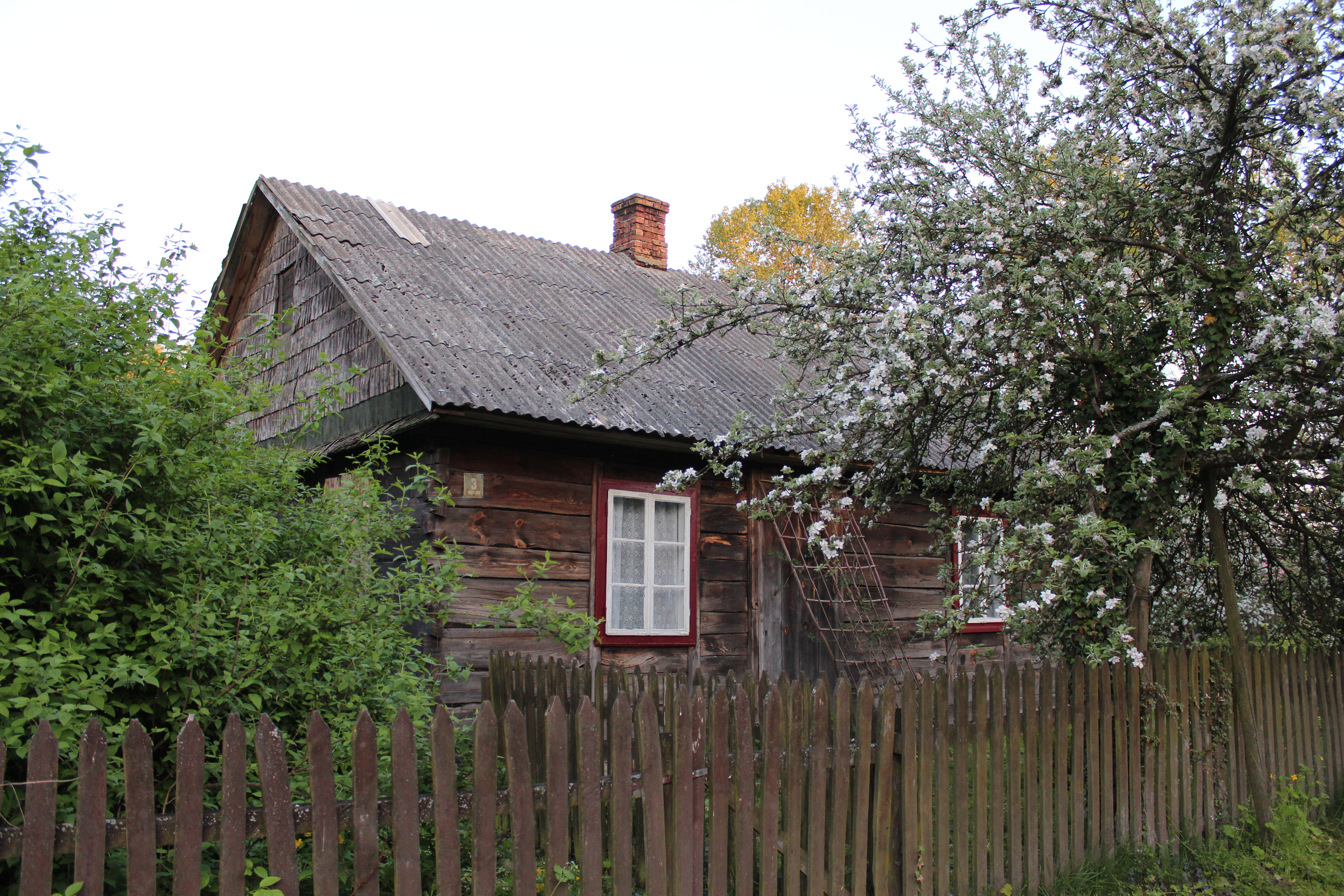
Zabudowa wsi
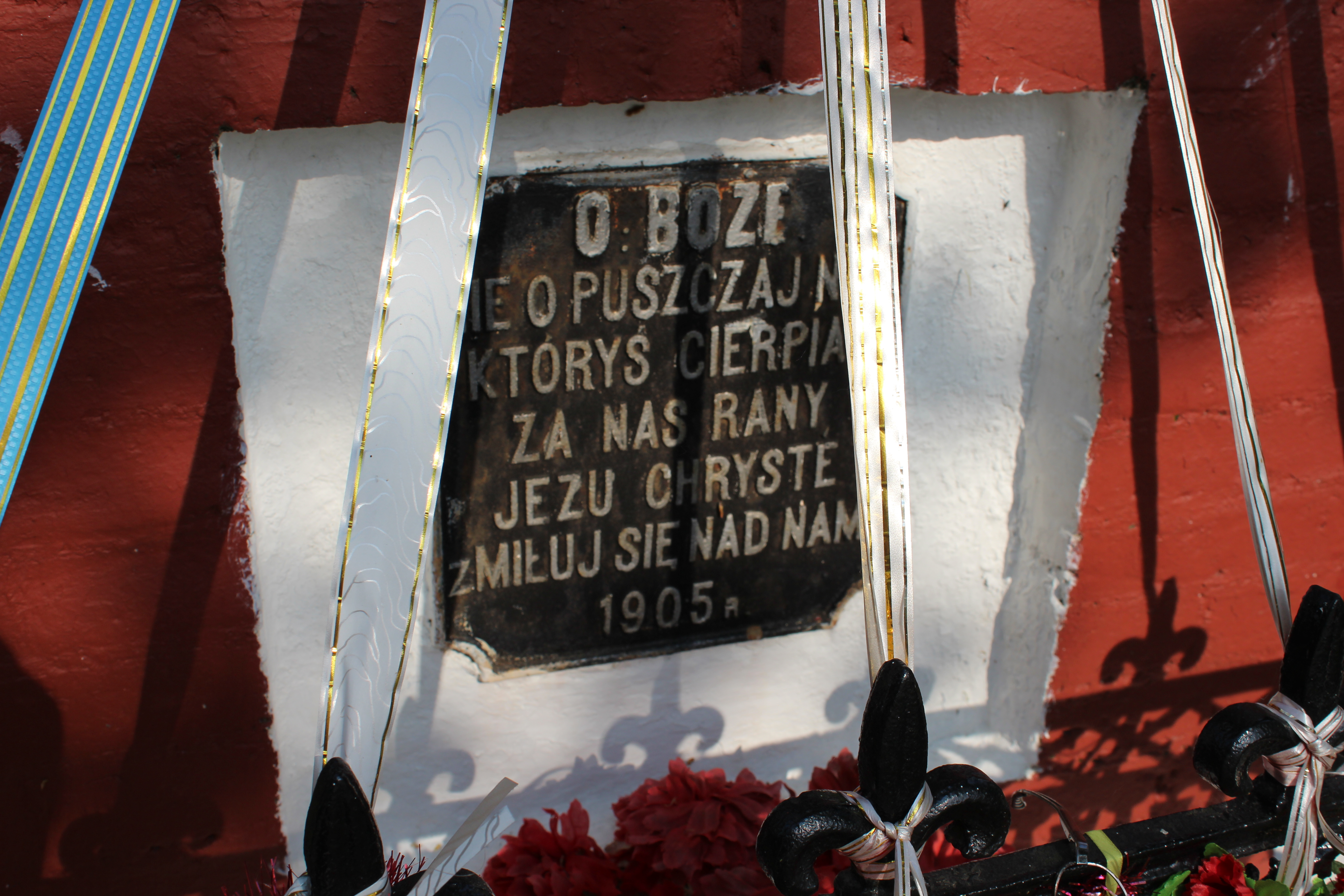
Tablica pod krzyżem na rozstaju dróg do Urszulina i Nowego Załucza
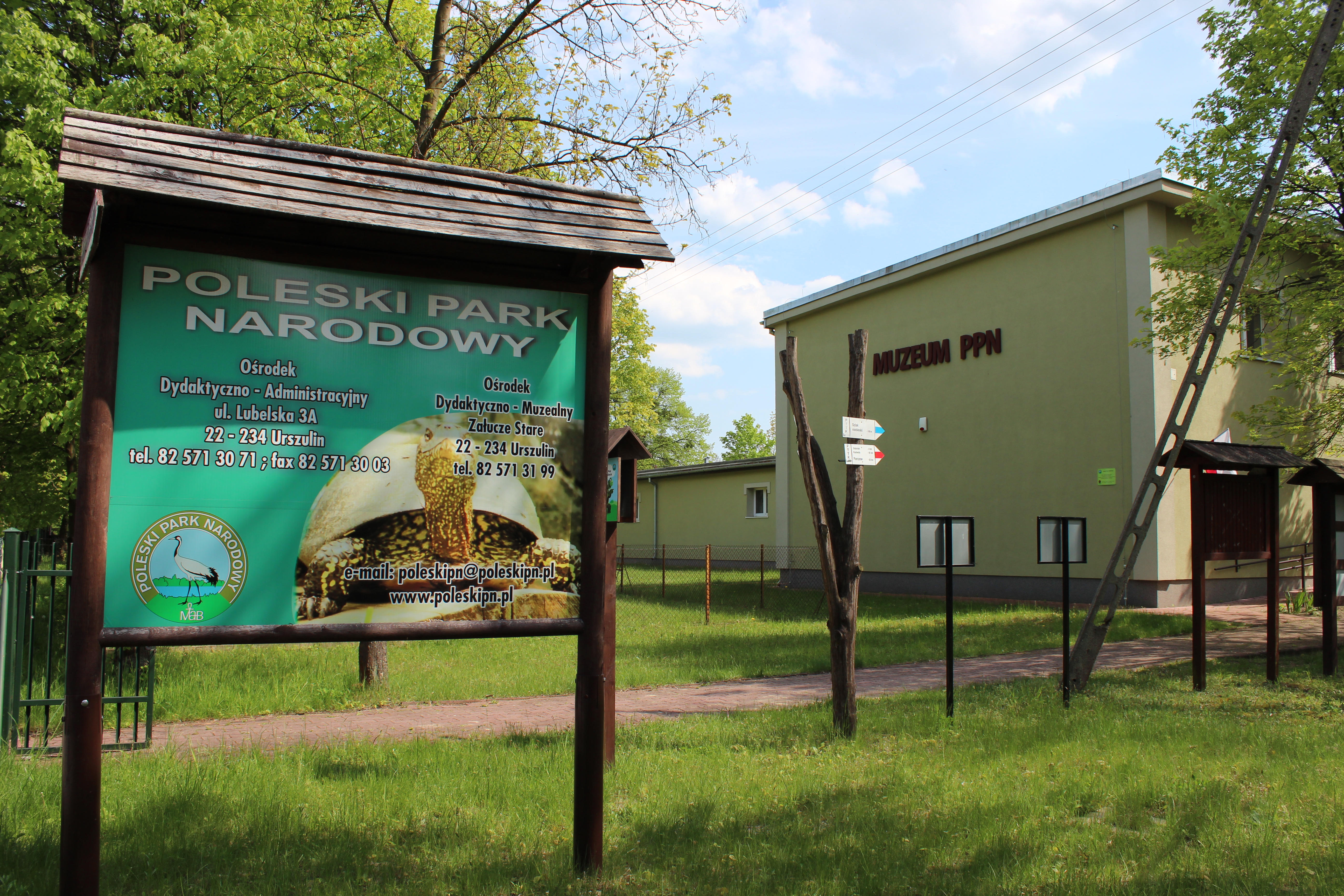
Ośrodek Dydaktyczno-Muzealny Poleskiego Parku Narodowego